# 公孙操
公孙操（？—？），战国时期燕国的相，被封为成安君。
燕惠王猜忌乐毅，使乐毅出逃赵国，齐国最终复国，燕国开始衰落。燕惠王七年、赵惠文王二十八年（前271年），公孙操杀害燕惠王，燕武成王继承王位。燕国政局的动荡使韩国、魏国、楚国联合伐燕。